# Transmisión automática

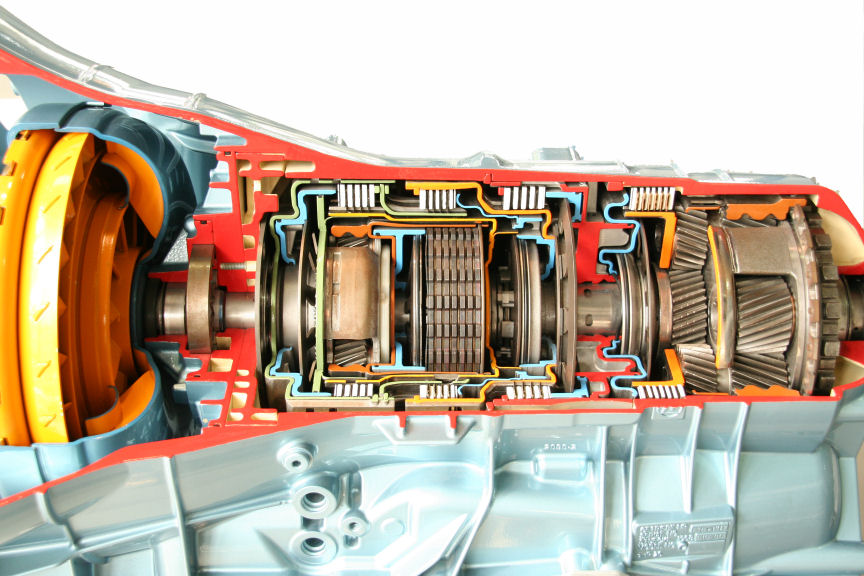
Corte seccionado de una transmisión automática ZF 6HP26

Una transmisión automática o caja automática es una caja de cambios de automóviles u otro tipo de vehículos que puede encargarse por sí misma de cambiar la relación de cambio automáticamente a medida que el vehículo se mueve, liberando así al conductor de la tarea de cambiar de marcha manualmente. Dispositivos parecidos, pero más grandes, también se usan en las locomotoras diésel y máquinas de obras públicas y, en general, cuando hay que transmitir un par muy elevado.
Tradicionalmente las desmultiplicaciones no se obtienen con engranajes paralelos, como en los cambios manuales, sino con engranajes epicicloidales.
Mediante unos dispositivos de mando hidráulico adecuado se inmoviliza selectivamente uno o más de los componentes de dichos trenes epicicloidales, denominados también engranajes planetarios.
La marca Oldsmobile fue la primera en incorporar este tipo de transmisión.

## Transmisiones automáticas hidráulicas
El tipo predominante de transmisión automática es la que funciona hidráulicamente, usando un acoplamiento fluido o convertidor de par y un conjunto de engranajes planetarios para proporcionar una multiplicación del par.
El convertidor de par consta de una bomba, que lanza el aceite hidráulico y una turbina, que recibe el aceite. La bomba lanza el fluido con una determinada fuerza y la turbina recibe de la bomba gran parte de la fuerza mecánica del mismo, alrededor de un 90%, siendo ese porcentaje incluso del 100% cuando el convertidor dispone de un «embrague de convertidor» o «puenteo» hidromecánico.
Para proporcionar acoplamiento y desacoplamiento del motor, una transmisión automática moderna usa un convertidor de par en lugar del embrague de fricción que se usa en una transmisión manual.
Antes de la década de 1960, la mayoría de las transmisiones automáticas usaban un acoplamiento fluido en lugar de un convertidor de par; sin embargo, el convertidor de par es un diseño más avanzado que también proporciona multiplicación de par.

## La bomba de aceite
La transmisión automática tiene muchos componentes, pero el más importante es la bomba de aceite, ya que suministra un caudal de aceite para lubricar los engranajes y otros componentes. La bomba, ubicada en el cuerpo de la caja junto al convertidor de par, se acciona al régimen de giro del motor, produciendo más presión a mayor número de revoluciones. Sin embargo, si la bomba falla y no lubrica correctamente, no habrá suficiente presión hidráulica, lo que puede impedir que el coche se mueva hacia adelante o atrás, ya que el convertidor de par no podrá transmitir la fuerza necesaria del motor.

## Componentes mecánicos

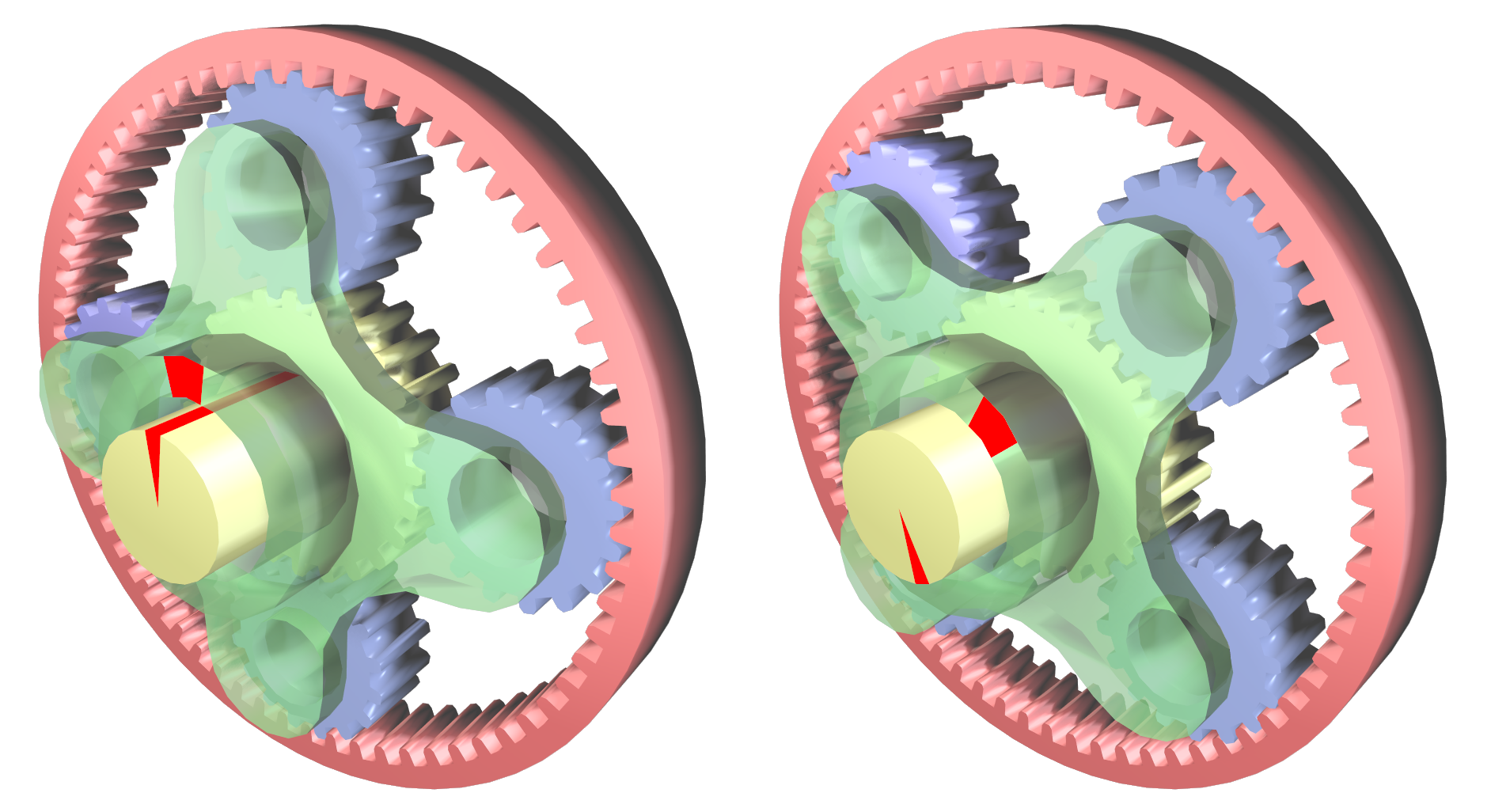
Engranaje epicicloidal

El conjunto de un cambio automático consta de 4 componentes mecánicos principales:

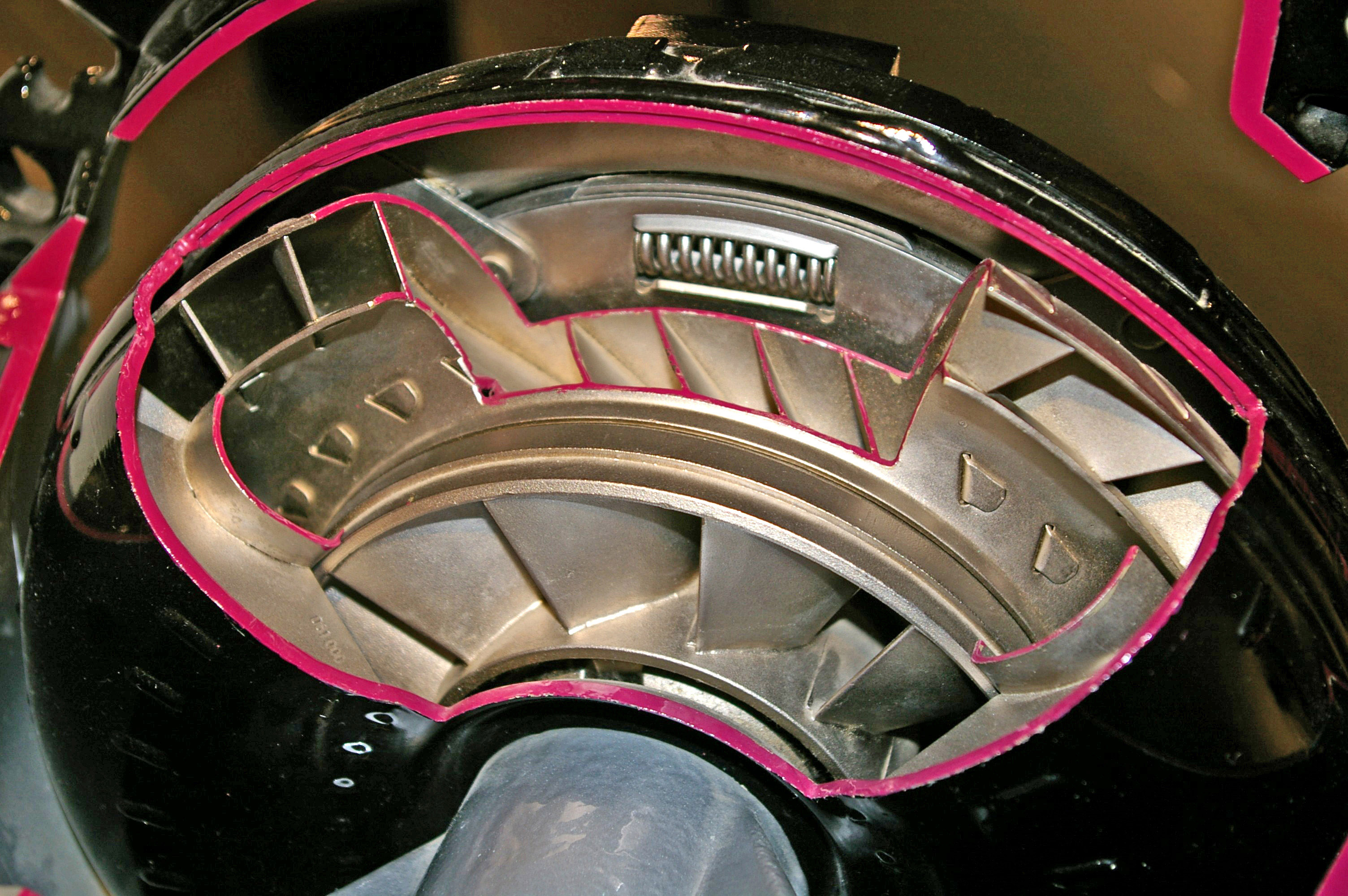
Convertidor de par seccionado

1. El convertidor de par, que en el momento del arranque del vehículo reduce las revoluciones del motor hacia el primario o entrada al cambio, ganando en la misma proporción par motor, para irlas igualando progresivamente al ir el vehículo alcanzando una mayor velocidad, hasta que el par del motor y el del primario se igualan cuando las velocidades son las mismas.
2. Los engranajes que constituyen las velocidades, que son generalmente conjuntos de trenes epicicloidales (ver figura) que se acoplan y desacoplan con frenos y embragues de discos múltiples accionados por presión hidráulica.
3. El conjunto o "caja" de válvulas hidráulicas que seleccionan los diferentes frenos y embragues, para ir cambiando las velocidades.
4. Bomba hidráulica que suministra la presión para accionar los frenos y embragues, así como para el convertidor.

### Determinación de los puntos de cambio
El momento de decisión para saber cuándo se pasa de una velocidad a otra depende de 2 parámetros:
1. La posición del pedal acelerador, es decir la carga motor que demanda el conductor al vehículo (cuesta arriba, llano, descenso, número de pasajeros o de carga).
2. La velocidad del vehículo.

Esto permitirá a la transmisión cambiar a relaciones más largas más tarde y a mayor régimen motor cuando circule cuesta arriba respecto de cuando circule cuesta abajo o en llano.
Antiguamente, el control de los frenos y embragues se hacía de modo exclusivamente hidráulico, mediante una serie de válvulas hidráulicas reguladas mecánicamente desde el pedal acelerador para el parámetro de carga por un lado y de modo centrífugo (salida de la transmisión), para el parámetro de la velocidad del vehículo. Desde hace ya años, estas señales se detectan eléctricamente y se procesan electrónicamente, encargándose un calculador o unidad electrónica de mando del cambio (TCM) de activar las válvulas de mando, que ahora son electrohidráulicas.
En caso de fallo eléctrico o electrónico, siempre que haya presión hidráulica se sigue disponiendo de las posiciones básicas mecánicas que se describen a continuación, quedando en la "D" normalmente fija una desmultiplicación, la 4.ª o 3.ª según el número de marchas.

### Posiciones de la palanca

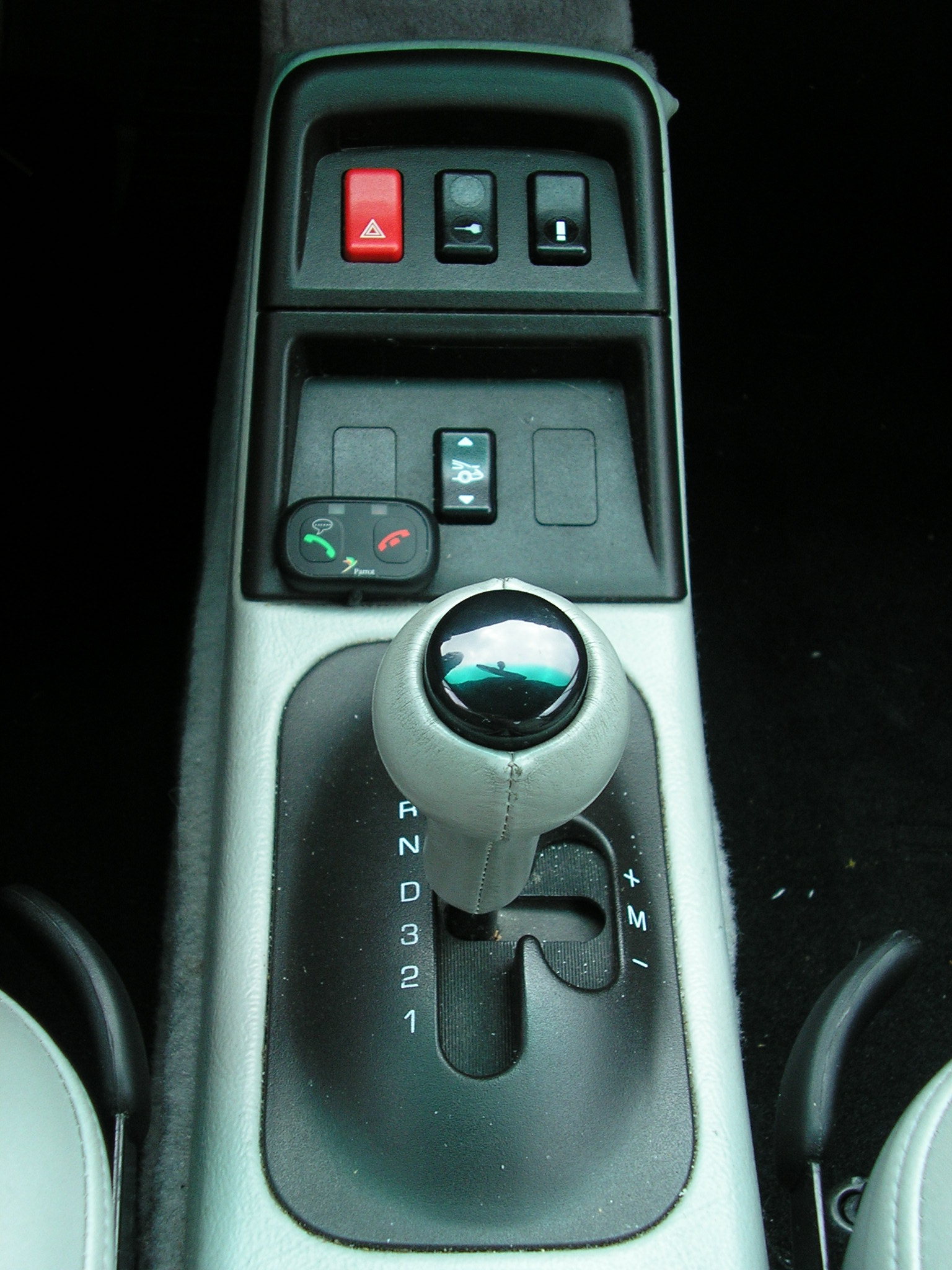
Palanca de cambios de una transmisión Tiptronic de un Porsche 993

La mayoría de las transmisiones automáticas permiten seleccionar mecánicamente entre un conjunto de rangos de marchas, que como mínimo comprenden el siguiente orden: 
P, Parking
Estacionamiento en la que no hay transmisión de fuerza y además, bloquea el eje de salida de la transmisión mecánicamente.
R, Reverse
Para marcha atrás.
N, Neutral
En la cual no hay transmisión de fuerza, equivale al punto muerto de un cambio manual. Solamente se usa en caso de emergencia (para empujar  o remolcar el vehículo o para rearrancar el motor en caso de parada accidental; nunca para estacionar). Nunca se debe usar para bajar cuestas pues es un grave peligro para la seguridad y puede causar accidentes.
D, Drive
Para marcha hacia adelante, en la cual entran todas las desmultiplicaciones, desde la primera hasta la cuarta, quinta o más según el fabricante.
Además de estas 4 posiciones, es muy frecuente: 
S, Sport
De funcionamiento similar a la posición D pero con cambios más rápidos, bruscos y a unas revoluciones mayores.
L, Low
Para impedir que entren las marchas más largas, solamente primera y segunda, en caso de fuertes pendientes, además permite retener al bajar las mismas pendientes. En algunos fabricantes se sustituye la L por 3, 2, 1 dependiendo del fabricante en las cuales se obliga a mantener como máximo la desmultiplicación mayor. Cabe destacar que en Venezuela se llama de modo coloquial a lo anteriormente mencionado L3, L2 y L1; respectivamente.
M, Manual
Suele encontrarse al lado de la posición D en la cual los movimientos de la palanca, marcados con + y con -, permiten subir y bajar de marchas a voluntad, con la cual hay además posibilidad de retención en los descensos (ver figura).
W, Winter
No es muy común y menos como posición. Se puede encontrar como un funcionamiento especial de la posición D en la cual la salida y los cambios de marcha se realizan de forma más suave para evitar que las ruedas patinen cuando el suelo se encuentra con escaso agarre.
Como dispositivo de seguridad, el accionamiento del motor de arranque solo es posible en P y en N, siendo incluso imposible en vehículos recientes sacar la llave del contacto si no está la palanca en P, o sacar la palanca de P con el motor parado si no se mantiene el freno pisado.
En los Estados Unidos la mayoría de los vehículos vendidos desde los años 1950 equipan un cambio automático, a diferencia de lo que ocurre en Europa y en gran parte del resto del mundo. Las transmisiones automáticas, especialmente las más antiguas, penalizan en alguna medida el consumo de combustible. Donde el combustible es caro y, por tanto, los motores suelen ser pequeños, estas penalizaciones son insalvables. En los últimos años, las transmisiones automáticas han mejorado significativamente su capacidad para mejorar los consumos, pero las transmisiones manuales siguen siendo en general más eficientes siempre que el vehículo es conducido con el motor a unas revoluciones que coincidan con el par óptimo por un conductor experimentado. Esta situación puede invertirse definitivamente con la introducción de transmisiones variables continuas o inclusive los cambios robotizados o de doble embrague como el DSG del Grupo Volkswagen, el DKG utilizado por BMW en sus modelos deportivos o el PowerShift de Ford (véase más abajo).
Sin embargo, algunas máquinas simples con rangos limitados de velocidad o velocidades de motor fijas usan solamente un convertidor de par para proporcionar una desmultiplicación variable entre el motor y las ruedas. Ejemplos típicos son las carretillas elevadoras y algunos cortacéspedes modernos.
En la actualidad, en autobuses y camiones se pueden encontrar cajas de cambio automáticas, las cuales permiten una marcha más suave y una mayor seguridad, al dejar que los conductores se puedan concentrar en el camino sin preocuparse por el cambio de marchas, y proporcionan una mayor suavidad de marcha para el confort de los pasajeros. Para una conducción suave lo mejor es seguir los consejos de los ingenieros especialistas.

### La palanca
La palanca de cambios en la transmisión automática tiene algunas características:
- Si se ubica en el suelo del vehículo por lo general es en forma de T o incluso de pomo, mas siempre suele incluir un pulsador para moverla.
- Si se ubica en la columna de dirección del volante no posee botón, más para moverla es necesario tirar o empujar la misma.

En todo caso, para poder mover la palanca siempre es necesario oprimir el pedal de freno.

## Otras transmisiones automáticas

### Transmisiones variables continuas
En la década de 1980, algunos fabricantes empezaron a vender transmisiones variables continuas. Estos diseños pueden cambiar las relaciones de un modo continuo en lugar de entre una serie limitada de desmultiplicaciones fijas. A pesar de que los prototipos de estos sistemas de transmisión (denominados genéricamente CVT = Continuously Variable Transmission) existen desde hace décadas, fue entonces cuando alcanzaron la viabilidad comercial.
Este tipo de transmisión deriva de la transmisión de fricción de las primeras décadas del siglo XX. El desarrollo práctico llegó con un diseño de NSK en esa década de 1980. Posteriormente se añadió Nissan, que junto a NSK y una importante compañía de lubricantes japonesa lograron resultados satisfactorios. Se la denomina también transmisión toroidal.